# Styrax tafelbergensis
Styrax tafelbergensis là một loài thực vật có hoa thuộc họ Styracaceae. Đây là loài đặc hữu của Suriname.